# جوني إبلين
جوني إبلين (بالإنجليزية: Johnny Eblen؛ مواليد 13 ديسمبر 1991) هو مُقاتل فنون قتالية مختلطة أمريكي. خاض آخر نزالاته ضمن منظمة بيلاتور للفنون القتالية المختلطة (Bellator MMA)، حيث كان آخر من حمل لقب بطل العالم للوزن المتوسط في المنظمة.

## وصلات خارجية
- جوني إبلين على موقع بيلاتور (الإنجليزية)
- جوني إبلين على موقع شيردوغ (الإنجليزية)
- جوني إبلين على موقع Tapology.com (الإنجليزية)